# Tongrube Twistringen
Die Tongrube Twistringen befindet sich in der niedersächsischen Stadt Twistringen im Landkreis Diepholz. In der Tongrube an der Ecke Steinstraße/Grabhorststraße wurden Fossilien gefunden, die von hohem wissenschaftlichen Interesse sind.